# Umma distincta
Umma distincta är en trollsländeart som beskrevs av Cynthia Longfield 1933. Umma distincta ingår i släktet Umma och familjen jungfrusländor. Inga underarter finns listade i Catalogue of Life.